# 彼得·诺维科夫
彼得·谢尔盖耶维奇·诺维科夫（俄语：Пётр Серге́евич Но́виков，1901年8月15日—1975年1月9日），苏联数学家。他出生和逝世于莫斯科。
诺维科夫知名于在群论中的组合问题上的工作：群的字问题和伯恩塞德问题。他因为证明群的字问题的不可判定性，被授予1957年列宁奖。
1953年，他成为苏联科学院的通讯院士。1960年，他当选为正式院士。
谢尔盖·阿迪安和阿尔伯特·穆奇尼克是他的学生。

## 家庭
他的妻子是数学家柳德米拉·克尔德什，儿子是数学家谢尔盖·诺维科夫。